# Pantry Panic
Pantry Panic – amerykański film animowany z 1941 roku, którego bohaterem jest postać Dzięcioła Woodyego.

## Głosy
- Mel Blanc - Woody Woodpecker
- Sara Berner - Panda Andy
- Danny Webb
- Ben Hardaway